# Lisa Carrington
Lisa Carrington (1989. június 23. –) nyolcszoros olimpiai- és tízszeres világbajnok új-zélandi kajakozó.

## Korai évek
Tauranga városában született, és az Ohope Beachen nevelkedett, a Rengeteg-öböl közelében. Iskoláit a Whakatane High School és a Massey University voltak, edzője Gordon Walker.

## Sportpályafutása
A Szegeden rendezett 2009-es síkvízi kajak-kenu világkupán tűnt fel a nemzetközi mezőnyben, Teneale Hattonnal K-2 1000 m-en bronzérmet szerzett.  Ugyanebben a számban aranyérmes lett 2010 májusában a Vichyben rendezett regatta vb-n.
Carrington és Hatton a 2010-es Óceániai Játékokon három aranyérmet nyert K-2 1000 és 500 m-en, valamint megnyerték a K-4 500 métert is kiegészülve Rachael Dodwellel és Erin Taylorral. A 2010-es síkvízi kajak-kenu világbajnokságon az ő párosuk lett az első új-zélandi kettős, amely kvalifikálta magát a világversenyre, azonban végül Poznańban be kellett érniük a 9. hellyel, idejük 1 perc 42,365 másodperc volt.
A 2011-es síkvízi kajak-kenu világbajnokságot is Szegeden rendezték, Carrington pedig a K-1 200 méter döntőjében nem talált legyőzőre, ezzel ő lett az első új-zélandi nő, aki kajak-kenu világbajnoki címet nyert. Többek közt ezért a teljesítményéért jutalmazták év végén a Senior Sport Woman of the Year díjjal.
A 2012-es Óceániai Játékokon egyesben és párosban is aranyérmet szerzett 200 méteren.
A 2012-es londoni olimpián K1 500 méteren Taylorral a 7. helyen végeztek, míg Carrington K1 200 méteren elsőként ért célba, így olimpiai bajnokká koronázták. 
A 2016-os riói olimpián megvédte bajnoki címét K1 200 méteren, míg K1 500 méteren bronzérmet szerzett. A záróünnepségen ő volt hazája zászlóvivője.
A 2019-es szegedi világbajnokságon egyéniben 200 méteren és 500 méteren is aranyérmes volt.
2021 nyarán, a koronavírus-járvány miatt egy évvel elhalasztott tokiói olimpián egymást követő harmadik alkalommal nyerte meg a 200 méteres kajak egyest, ezzel ő lett a második a sportág történetében, aki ugyanabban a versenyszámban sorozatban három olimpián is az élen tudott végezni. 500 méter kajak egyesben és 500 méter kajak kettesben ugyancsak aranyérmet szerzett.
A 2024-es párizsi olimpián kajak 500 méteren mindhárom versenyszámában megvédte címét, így nyolcszoros olimpiai bajnokként zárta az ötkarikás játékokat. Lisa Carrington ezzel minden idők legeredményesebb kajakozója lett, utolérve az ugyancsak nyolcszoros olimpiai bajnok Birgit Fischert.

## Kitüntetései
2012-ben a Senior Sport Woman of the Year díjjal jutalmazták, illetve ő lett Māori női sportszemélyisége, 2013-ban pedig az új-zélandi Érdemrendet és az Újévi Kitüntetést vehette át.

## Szponzoráció
Carrington reklámarca az új-zélandi Beef and Lamb állatvédő egyesületnek, többek közt Eliza McCartney, Sophie Pascoe és Sarah Walker társaságában.